# 陆渊雷
陆渊雷（1894年—1955年），上海川沙人，中华人民共和国政治人物。
担任上海市卫生局中医顾问。上海市医学科学研究委员会副主任委员。1954年，当选第一届全国人民代表大会代表。